# Mebonden
Mebonden is een plaats in de Noorse gemeente Selbu, provincie Trøndelag. Mebonden telt 832 inwoners (2007) en heeft een oppervlakte van 1,24 km².